# Pampa Grande (gemeente)
Pampa Grande is een gemeente (municipio) in de Boliviaanse provincie Florida in het departement Santa Cruz. De gemeente telt naar schatting 10.399 inwoners (2018). De hoofdplaats is Pampa Grande.